# Wojciech Kuczkowski
Wojciech Kuczkowski, ps. Jastrzębiec (ur. 16 stycznia 1930 w Bielsku Podlaskim, zm. 19 czerwca 2021) – polski pisarz, poeta, prozaik, eseista, reportażysta, ekolog, nauczyciel i wychowawca młodzieży, instruktor harcerski, harcmistrz, działacz turystyczny i krajoznawca, żeglarz i miłośnik turystyki wodnej, podróżnik, autor książek i artykułów krajoznawczych, organizator "Powitania Unii Europejskiej na polskich wodach w 2004 roku".

## Życiorys
Urodził się 16 stycznia 1930 w Bielsku Podlaskim w rodzinie oficera Policji Państwowej. Dzieciństwo spędził w Augustowie, natomiast podczas wojny przebywał w Pińczowie, gdzie uczęszczał na komplety tajnego nauczania gimnazjalnego. Pod koniec II wojny światowej został zaprzysiężony jako członek Szarych Szeregów.
W latach 1947–1957 mieszkał we Wrocławiu, gdzie studiował polonistykę. Udzielał się w Kole Młodych Pisarzy przy ZLP. Od 1952 pracował jako nauczyciel języka polskiego. W 1957 wyjechał do pracy w Kowarach, w 1962 został przeniesiony służbowo do Warszawy i oddelegowany do pracy w Głównej Kwaterze ZHP i prasie harcerskiej. W 1965 wrócił do pracy nauczycielskiej.
Od wojny do chwili obecnej czynny w ruchu harcerskim. Aktualnie członek Harcerskiego Kręgu Morskiego im. gen. Mariusza Zaruskiego i Stowarzyszenia Szarych Szeregów.
W Polskim Związku Żeglarskim pełnił funkcję członka komisji Żeglarstwa Śródlądowego Zarządu Głównego, w Polskim Towarzystwie Turystyczno-Krajoznawczym był wiceprzewodniczącym Komisji Turystyki Żeglarskiej ZG PTTK.
Autor mapy hydronawigacyjnej Polskie śródlądowe szlaki żeglowe. Najnowsza wersja mapy została wydana w 2007 dzięki wsparciu Polskiego Związku Motorowodnego i Narciarstwa Wodnego. Na mapie tej umiejscowiono wszystkie śluzy, nadzory wodne, placówki administracji wodnej oraz wodowskazy. Również rewers mapy zawiera wiele cennych informacji, przede wszystkim namiary placówek i oznaczenia.

## Odznaczenia i wyróżnienia
Otrzymał liczne odznaczenia państwowe oraz wyróżnienia harcerskie i turystyczne, m.in.
- Krzyż Oficerski Orderu Odrodzenia Polski,
- Krzyż Kawalerski Orderu Odrodzenia Polski,
- Złoty Krzyż Zasługi,
- Krzyż Armii Krajowej,
- Srebrny Krzyż „Za Zasługi dla ZHP”,
- Nagroda im. Leonida Teligi przyznana przez miesięcznik Żagle w 1994 roku[5],
- Nagroda Przyjaznego Brzegu IV edycji za rok 2007 (nagroda specjalna – za pół wieku propagowania turystyki wodnej)[6],
- Krzyż „Pro mari nostro”[7]
- Medal Pamiątkowy XXV-lecia „Czuwaj” (2015)[8].

## Publikacje
- Szlak Wielkich Jezior Mazurskich, Wyd. Alma-Press, Warszawa 2009, Wyd. IV ISBN 978-83-7020-394-8
- Szlak Kanału Elbląskiego i Pojezierza Iławskiego ISBN 978-83-87031-26-8
- Mazurskie żeglowanie, Wyd. Remix, Olsztyn 1994.
- Rynek usług żeglarskich – przystanie, Rynek Turystyczny 1997, nr 10, s. 20.